# Giscónidas
Los Giscónidas fueron miembros de una familia rica de Cartago, que provenía de una población de África llamada Giscón.
Esta familia tuvo varios personajes importantes:
- Amílcar Giscón, que fue derrotado en 480 a. C. por los sicilianos, cerca de Hímera.
- Aníbal Giscón, general cartaginés que realizó operaciones en Sicilia.
- Himilcón, general cartaginés y rival de Dionisio I de Siracusa.
- Asdrúbal el Bello, general cartaginés que se desempeñó como gobernador de Hispania. Asdrúbal el Bello fue cuñado de Aníbal Barca.
- Asdrúbal Giscón, general cartaginés que defendió Cartago durante su asedio en 203 a. C. por Escipión el Africano. Fue derrotado por él en la Batalla de los Grandes Campos. Su hija Sofonisba se casó con el rey númida Sifax para sellar una alianza política.